# Ragnarok Online DS
 Ragnarok Online DS  – jest grą stworzoną przez Gravity Corp. na przenośną konsolę Nintendo DS. Jest to gra bazująca na popularnej grze Ragnarok Online. 
Wydanie gry miało miejsce w 2008 roku w Japonii. Wydanie gry na rynek amerykański miało miejsce 16 lutego 2010 roku.
W grze muzyka i grafika zostały dokładnie odwzorowane z wersji PC, z tym że nie ma możliwości obracania kamery. W grze gracz kieruje poczynaniami Aresa, a w miarę rozwoju fabuły dołączają się do niego również inne postacie. Gracz może się poruszać po 5 miastach ze świata Ragnaroka (Prontera, Geffen, Morroc, Yuno, Lighthalzen)